# 파울 노이만

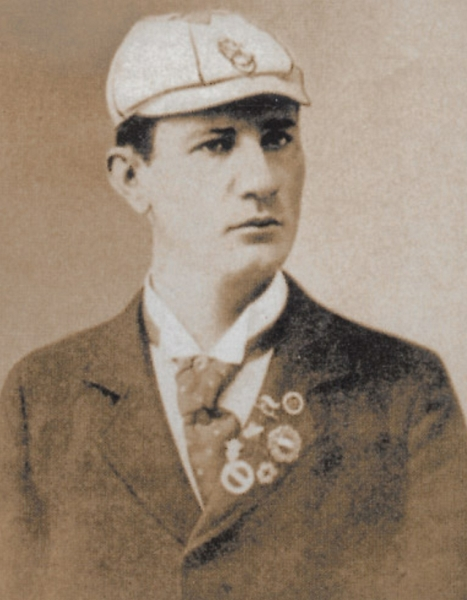

파울 노이만(독일어: Paul Neumann, 1875년 6월 13일 ~ 1932년 2월 9일)은 오스트리아의 수영 선수이자 내과의로 아테네에서 열린 1896년 하계 올림픽에 참가했으며 오스트리아의 첫 올림픽 금메달리스트이다.

## 약력
노이만은 빈에서 태어났으며 자유형 500m와 1200m 경기를 치렀다. 500m에서는 하요시 알프레드가 기권을 한 이점을 살려서 8분 12초 6의 기록으로 우승을 차지했다. 하요시는 100m를 우승했으며 1200m 경기를 준비하기 위해서 500m는 기권했다. 노이만은 500m 경기를 하고 1200m 경기를 하기까지 쉴 시간이 없었다. 결과적으로 그는 더 긴 경기를 끝마칠 수 없었다.
세계적으로 잘 알려진 내과의의 아들로 태어난 노이만은 1892년에 열린 오스트리아 강 수영 선수권 대회에 처음으로 참가했다. 1894년에는 오스트리아 수영 선수권 대회에서 9분 24초 2의 기록으로 500m 우승을 차지했다(실제로는 510m였다).
아테네 올림픽의 성공에 이어서 노이만은 미국 시카고에 있는 독일 메디컬 대학에 입학하기 위해 이민갔다. 1897년에는 그가 수구를 했던 펜실베이니아 대학교로 전학을 갔다. 그는 그곳에서 내과의가 되었으며 철학 박사 과정을 따기도 했다. 1897년에 노이만은 시카고 선수 협회에 소속된 가운데에 2, 3, 4, 5마일 수영 경기에서 세계 신기록을 세웠다. 같은 해에 그는 미국/캐나다 자유형 선수권 대회 우승을 차지하기도 했다. 1898년에 그는 880야드 자유형 경기에서 캐나다 챔피언이 되었다.
미국 수영 선수권에서도 세 종목에서 우승을 했는데 400m 자유형, 880야드 자유형, 1마일 종목에서 우승을 차지했다. 1986년에 수영의 개척자라는 공로를 인정받아 국제 수영 명예의 전당에 입성하게 되었고 국제 유대계 스포츠인 명예의 전당에 오르기도 했다.